# Pietro Vidoni mlajši
Pietro Vidoni mlajši, italijanski rimskokatoliški duhovnik in kardinal, * 2. september 1759, Cremona, † 10. avgust 1830.

## Življenjepis
8. marca 1816 je bil povzdignjen v kardinala in imenovan za kardinal-diakona S. Nicola in Carcere.